# Diospyros vescoi
Diospyros vescoi (лат.) — вид двудольных растений рода Хурма (Diospyros) семейства Эбеновые (Ebenaceae).
Растение впервые описано в 1873 году британским ботаником Уильямом Филипом Хирном. Видовой эпитет vescoi был дан в честь исследователя Мадагаскара и Маврикия Ж. Веско (J. Vesco), примерно в 1850 году впервые собравшего образцы этого вида в северной части острова (Port Leven).

## Ботаническое описание
Дерево с очерёдными кожистыми обратнояйцевидными листьями, с обеих сторон покрытыми изогнутыми волосками, на вдавленных сверху волосистых черешках и ржавоопушёнными молодыми побегами.
Соцветия появляются в пазухах листьев молодых побегов, с ржаво-бурой остью. Цветки колокольчатые, чашечка полушаровидная, четырёхраздельная, с внешней стороны опушённая, венчик обычно также четырёхдольчатый (реже с тремя или пятью лепестками). Тычинки в количестве 13—16.

## Распространение
Эндемик Мадагаскара, распространён в окрестностях города Анциранана на севере острова.